# نوع الزارعة مخططة
طابع نوع الزارعة مخططة هو طابع بريد فرنسي للاستخدام العام تم إصداره اعتبارًا من عام 1903.
تم إنشاء هذا النوع من الطوابع لاستبدال الأنواع القديمة من الطوابع البريدية الشائعة: بلان، موشون وميرسون .

## وصف
ينتمي هذا النوع من الطوابع إلى العائلة العامة لأنواع الزارعة المخصصة للإرساليات البريدية، والتي صمّمها أوسكار روتي. يمثل التصميم تجسيدًا زراعيًا لامرأة تُدعى الزارعة، تقوم بنثر الحبوب عكس اتجاه الريح. وقد استُخدم هذا الرمز بالفعل على ظهر العملات الفضية الفرنسية منذ عام 1897 (من فئة 50 سنتيمًا، 1 و2 فرنك).
يُوصَف هذا النوع من الزارعة ب"المخططة" بسبب الخطوط المرسومة في الخلفية خلف الشكل الرئيسي. ويمكن تمييز شمس عند الأفق، لكن تم حذفها في الإصدارين الأخيرين. في الواقع، هناك عدة سلاسل من هذا الطابع طُبعت بين عامي 1903 و1930، ثم أُصدِر طابعان حديثان من الزارعة المخططة بين عامي 1960 و1965.
تم تنفيذ النقش بواسطة لويس-أوجين موشون، حيث تمت طباعة الاسمين «أو. روتي» و«ل. موشون» في أسفل الطابع، أسفل التصميم.
في عام 1921، تساءل ريجيس ميساك في مفكرته عن هذه "الزارعة التي تسير وسط الصحراء وتدير ظهرها للشمس". وكتب قائلاً: "ظاهرة غريبة حقًا: فمن جهة الشمس، تغرق الزارعة في الظل؛ بينما من جهة الظل، تبدو غارقة في الضوء الكامل... فهل بسبب هذه الخصوصية العجيبة احتفظنا بهذه الصورة العإصدارية؟..."
يتميّز طابع الزارعة المخططة بكونه دائمًا:
- بحجم 17 × 21  ؛
- مسننة بمقاس 14 × 13½؛
- تم طباعتها بطريقة الطباعة البارزة في أوراق مكونة من 100 طابع (باستثناء طابع الـ 15 سنتيم من عام 1903 والذي يحتوي على 150 طابعًا لكل ورقة).

تؤدي الفروقات التفصيلية في نقش القوالب، التي تُنسخ على الألواح المعدنية، إلى ظهور عدة أنواع مميزة لبعض الفئات، والتي تم تحديدها والاعتراف بها من قبل هواة جمع الطوابع.
القيم الاسمية لجميع الطوابع هي بالفرنك القديم؛ فقط الطابعان الصادران في عام 1960 بنوع الزارعة من تصميم بييل هما بالفرنك الجديد.

### السلسلة الرئيسية الأولى: إصدار 1903

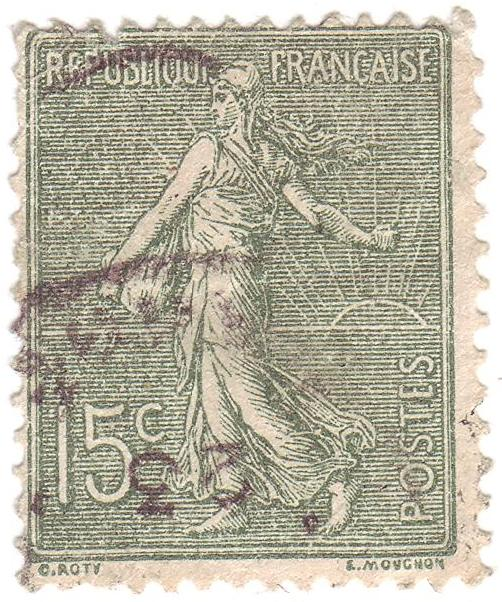
15 ج أخضر-رمادي، 1903.

تم طباعة هذه السلسلة باستخدام الطباعة المسطحة والدوارة .
| القيمة الاسمية | لون         | تاريخ الإصدار | تاريخ السحب | ملاحظات |
| -------------- | ----------- | ------------- | ----------- | ------- |
| 10 ج           | لون القرنفل | 06/05/1903    |             |         |
| 15 ج           | أخضر-رمادي  | 02/04/1903    |             |         |
| 20 ج           | بني-أرجواني | 29/06/1903    | 12/01/1907  |         |
| 25 ج           | أزرق        | 28/04/1903    | 01/06/1907  |         |
| 30 ج           | أرجواني     | 27/06/1903    | 01/05/1907  |         |

### السلسلة الرئيسية الثانية: الإصدار من عام 1921 إلى عام 1930

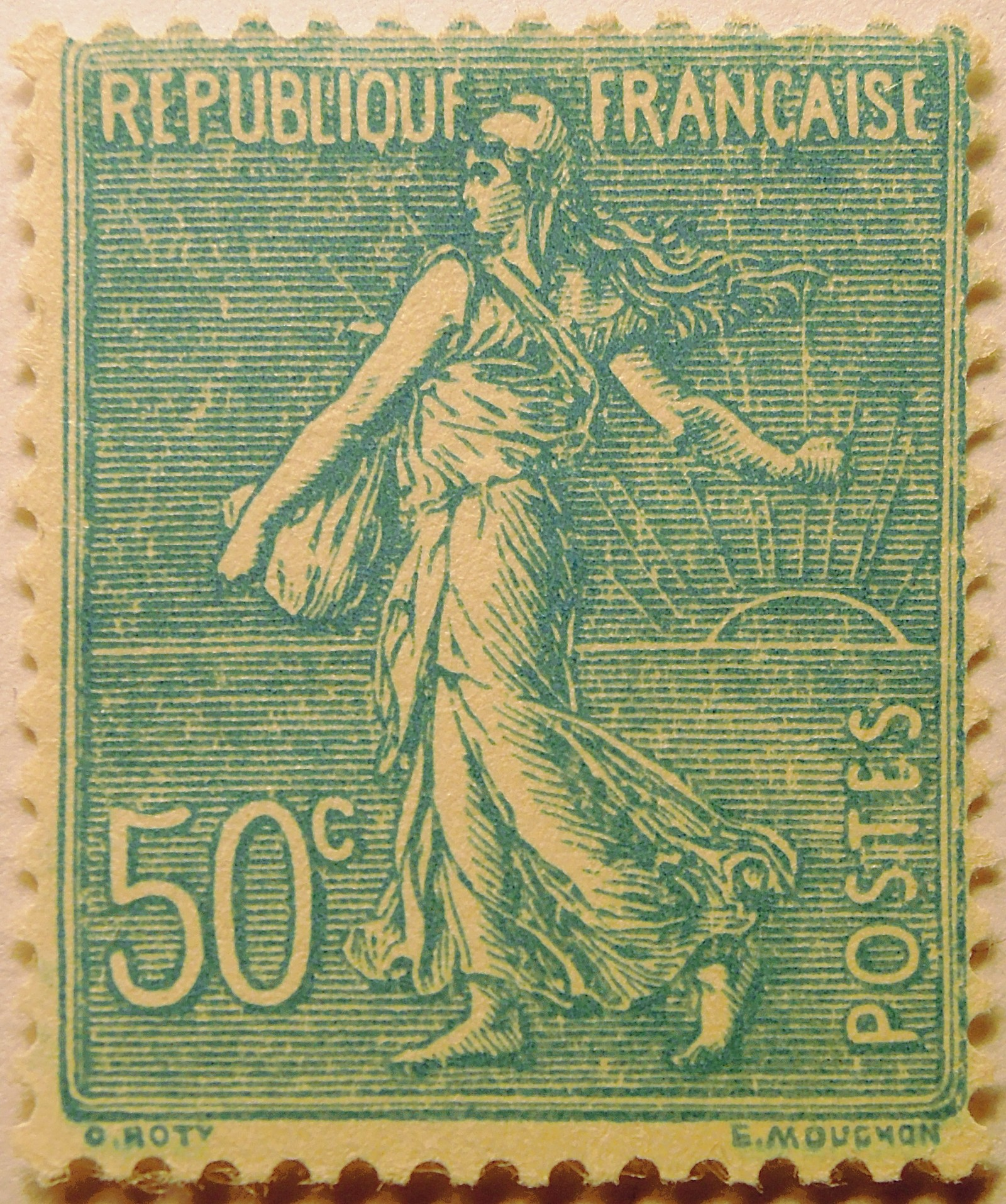
50 ج أزرق، 1921.

يتم طباعة هذه السلسلة الكبيرة عادةً باستخدام الطباعة المسطحة.

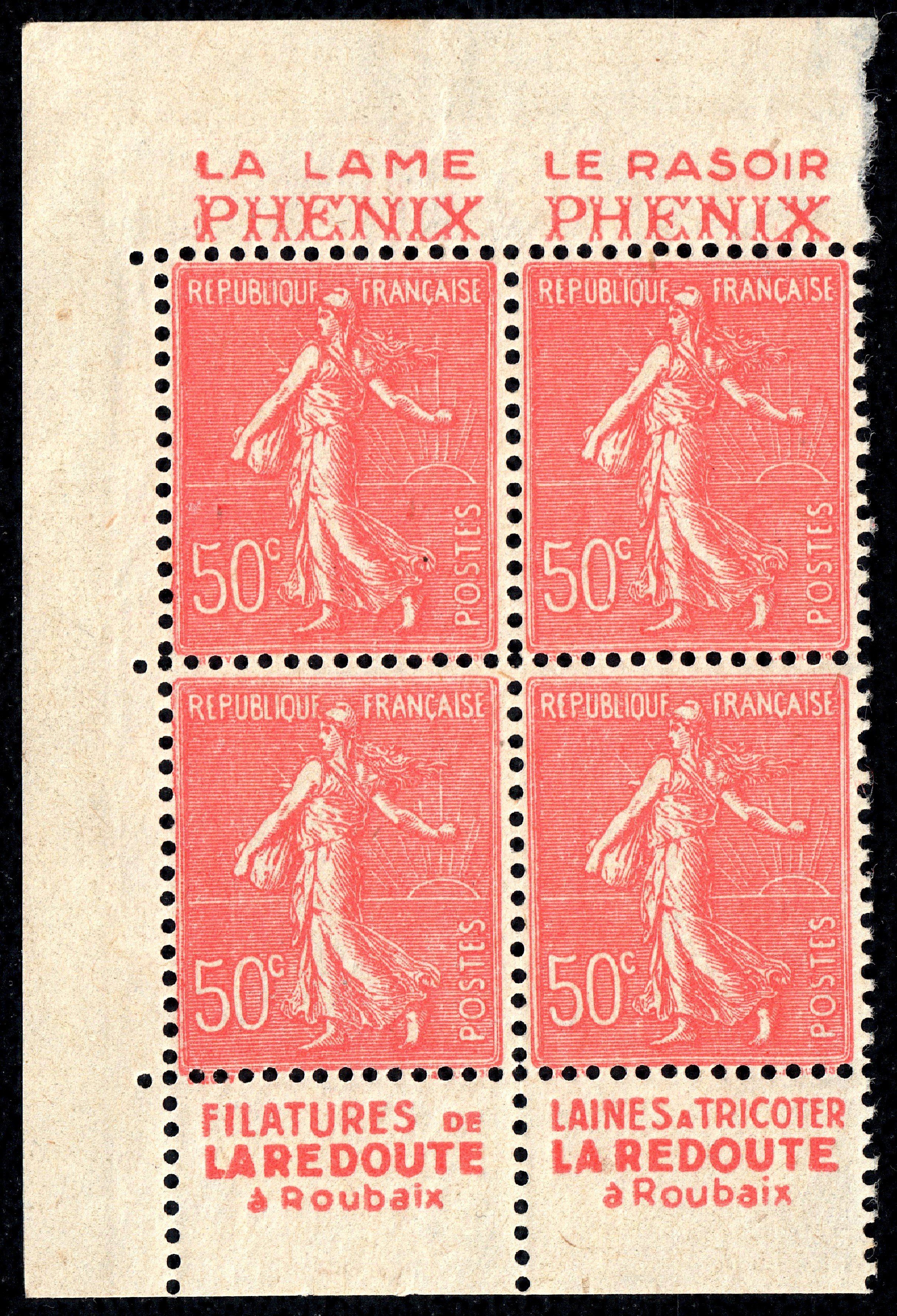
إعلان باللون الأحمر، 50 سنتًا، عام 1926.

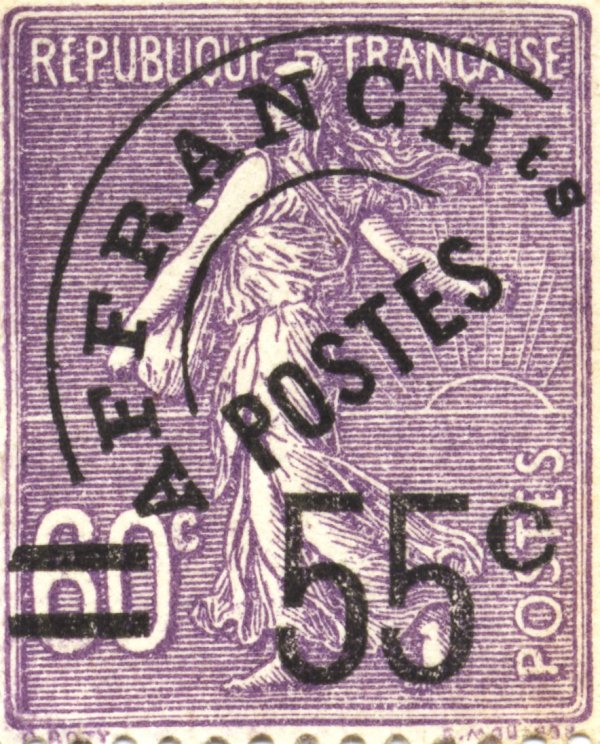
55 سنتًا على 60 سنتًا مختومة مسبقًا ، 1927.

| القيمة الاسمية | لون  | تاريخ الإصدار | تاريخ السحب | ملاحظات |
| -------------- | ---- | ------------- | ----------- | ------- |
| 50 ج           | أزرق | 30/06/1921    |             |         |

| القيمة الاسمية | لون         | تاريخ الإصدار | تاريخ السحب | ملاحظات |
| -------------- | ----------- | ------------- | ----------- | ------- |
| 60 ج           | أرجواني     | 17/06/1924    |             |         |
| 65 ج           | لون القرنفل | 10/01/1924    | 17/07/1925  |         |
| 85 ج           | أحمر        | 01/07/1924    |             |         |

| القيمة الاسمية | لون  | تاريخ الإصدار | تاريخ السحب | ملاحظات |
| -------------- | ---- | ------------- | ----------- | ------- |
| 80 ج           | أحمر | 11/01/1925    | 01/04/1926  |         |

| القيمة الاسمية        | لون          | تاريخ الإصدار | تاريخ السحب | ملاحظات                                |
| --------------------- | ------------ | ------------- | ----------- | -------------------------------------- |
| 45 ج                  | أرجواني      | 11/01/1926    |             |                                        |
| 50 ج                  | أخضر زيتوني  | 01/08/1926    |             |                                        |
| 50 ج                  | أحمر         | 01/09/1926    |             | عدد كبير من الدفاتر والشرائط الإعلانية |
| 75 ج                  | وردي أرجواني | 11/01/1926    |             |                                        |
| 1 ف                   | أزرق         | 07/08/1926    |             |                                        |
| 55 سنتًا مقابل 60 سنتًا | أرجواني      | 09/08/1926    |             | تم محوها مسبقا                         |
| 65 ج                  | أحمر         | 01/09/1926    |             | تم محوها مسبقا                         |

| القيمة الاسمية       | لون         | تاريخ الإصدار | تاريخ السحب | ملاحظات                                        |
| -------------------- | ----------- | ------------- | ----------- | ---------------------------------------------- |
| 65 ج                 | أخضر زيتوني | 01/06/1927    |             |                                                |
| 50 سنتًا من 80 سنتًا   | أحمر        | 01/01/1927    |             | يرسم : 9 000 000                               |
| 50 سنتًا من 85 سنتًا   | أحمر        | 13/02/1927    |             | يرسم : 22 000 000                              |
| 50 سنتًا من 60 سنتًا   | أرجواني     | 11/07/1927    |             | يرسم : 20 000 000                              |
| 50 سنتًا من 65 سنتًا   | لون القرنفل | 18/08/1927    |             | يرسم : 55 000 000                              |
| +25 سنتًا على 50 سنتًا | أخضر-أزرق   | 20/09/1927    | 30/09/1928  | صندوق استهلاك الرسوم الإضافية يرسم : 4 600 000 |
| 45 ج                 | أرجواني     | 01/02/1927    |             | تم محوها مسبقا                                 |
| 65 ج                 | زيتون       | 01/02/1927    |             | تم محوها مسبقا                                 |

| القيمة الاسمية       | لون      | تاريخ الإصدار | تاريخ السحب | ملاحظات                                        |
| -------------------- | -------- | ------------- | ----------- | ---------------------------------------------- |
| +25 سنتًا على 50 سنتًا | احمر بني | 10/01/1928    | 30/09/1929  | صندوق استهلاك الرسوم الإضافية يرسم : 1 460 000 |

| القيمة الاسمية       | لون     | تاريخ الإصدار | تاريخ السحب | ملاحظات                       |
| -------------------- | ------- | ------------- | ----------- | ----------------------------- |
| +25 سنتًا على 50 سنتًا | أرجواني | 10/01/1929    | 30/09/1930  | صندوق استهلاك الرسوم الإضافية |
| ف. السيد. على 50 ج   | أحمر    | 01/07/1929    |             | الامتياز العسكري              |

| القيمة الاسمية                 | لون  | تاريخ الإصدار | تاريخ السحب | ملاحظات                          |
| ------------------------------ | ---- | ------------- | ----------- | -------------------------------- |
| مؤتمر ب. أنا. ت. 1930 على 50 ج | أحمر | 23/04/1930    | 07/05/1930  | مكتب العمل الدولي يرسم : 600 000 |
| +25 سنتًا على 50 سنتًا           | بني  | 10/01/1930    | 30/09/1931  | صندوق استهلاك الرسوم الإضافية    |

| القيمة الاسمية       | لون     | تاريخ الإصدار | تاريخ السحب | ملاحظات                       |
| -------------------- | ------- | ------------- | ----------- | ----------------------------- |
| +25 سنتًا على 50 سنتًا | أرجواني | 10/01/1931    | 30/09/1932  | صندوق استهلاك الرسوم الإضافية |

| القيمة الاسمية | لون          | تاريخ الإصدار | تاريخ السحب | ملاحظات |
| -------------- | ------------ | ------------- | ----------- | ------- |
| 75 ج           | وردي أرجواني | 01/06/1932    |             |         |

| القيمة الاسمية | لون    | تاريخ الإصدار | تاريخ السحب | ملاحظات |
| -------------- | ------ | ------------- | ----------- | ------- |
| 50 ج           | فيروزي | 15/02/1938    | 01/06/1939  |         |

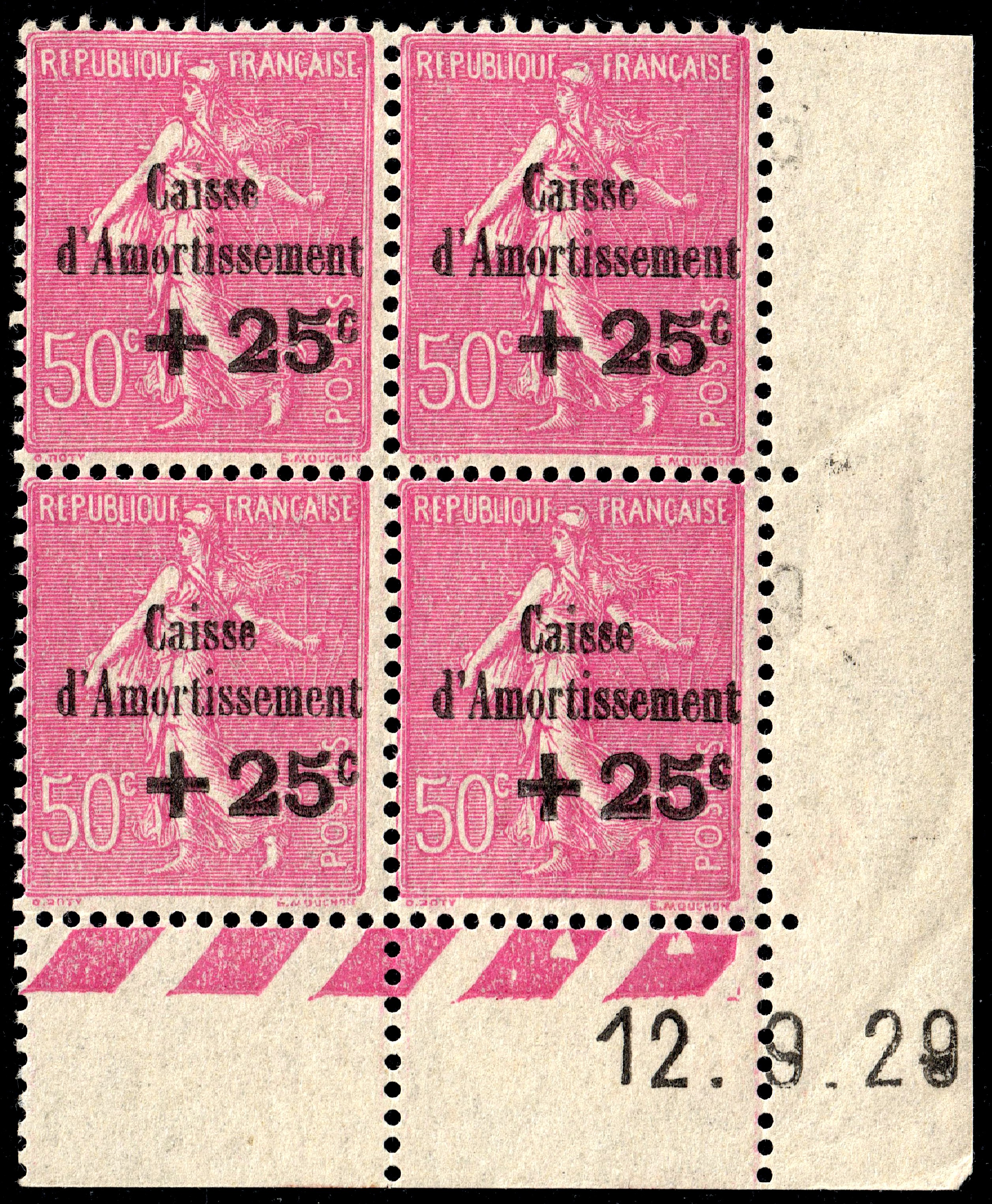
صندوق الغرق 1929.

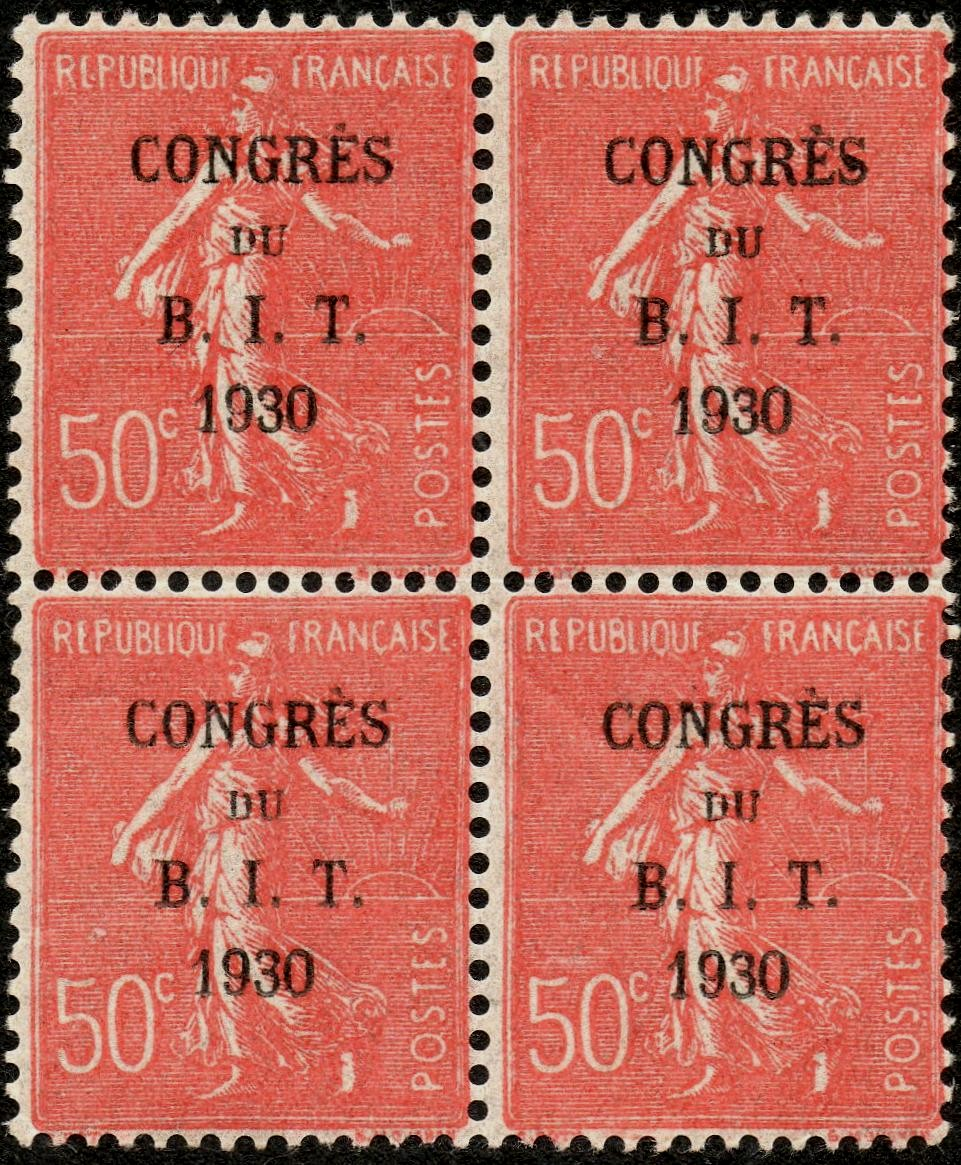
ب- المؤتمر. أنا. ت. 1930.

انتشرت الإعلانات ابتداءً من ثلاثينيات القرن العشرين، وكانت تتعلق فقط بالطوابع المباعة بالجملة أو تلك التي تأتي على شكل لفائف في آلات بيع الطوابع.

### الزارعة لبييل: إصدار 1960-1961
صدر طابعان في عامي 1960-1961: طابع بقيمة 20 سنتيمًا يظهر الزارعة باللون الوردي على خلفية تركواز، وطابع آخر بقيمة 30 سنتيمًا يظهر الزارعة باللون الأزرق اللازوردي على خلفية سوداء، وقد تم طباعة الأخير في 14 مليون نسخة. هذه السلسلة صممها ونقشها جول بييل [الفرنسية]، لكن الطوابع تحمل اسم أو. روتي، المصمم الأول للطابع الزارعة.

## الملاحظات
1. ↑  تُستخدم الرسوم الإضافية المفروضة على سعر الطابع لتكملة الصندوق المستقل لإدارة سندات الدفاع الوطني وإطفاء الدين العام.[1]
2. ↑  منذ صدور قانون 29 ديسمبر 1900، يتعين على المؤسسة العسكرية الآن استخدام طابع مطبوع عليه "F.M." لـ "الامتياز العسكري" على الرسالتين الشهريتين اللتين يحق لهم إرسالهما مجانًا، ويكون الموظف نفسه مسؤولاً عن وضع الطابع على المغلف.[2]

### ببليوغرافيا
- Michel Melot (2002) [مارس 2002]. "La Semeuse de 1903 : on croyait tout savoir d'elle ; voici ce qu'on ne vous a jamais dit". Timbres magazine (بالفرنسية) (22): 44–51.